# 進め!狂乱電波日記
進め!狂乱電波日記（すすめ きょうらんでんぱにっき）は、テレビアニメ『狂乱家族日記』のプロモーションのための地上デジタルラジオ・インターネットラジオ番組。超!A&G+で2008年4月4日から放送・配信された。超!A&G+の『超ラジ!』枠以外では珍しい生放送番組。
パーソナリティは凶華役の藤村歩と月香役の佐藤利奈。番組内では役にちなみ、それぞれネコさん、クラゲさんと呼ばれることがある。
番組名は、テレビ番組『進め!電波少年』のもじりである。

## 内容
レギュラーコーナーはほとんどなく、週代わりの1つの企画でほぼ全時間を費やす。
テレビアニメのエンディングはテレビ局ごとに異なる8曲がシャッフルされているが、『進め!狂乱電波日記』第4回から、この番組内で1週間のエンディングが発表されている（「狂乱家族日記#主題歌」を参照）。なお最速のtvkは翌日土曜日放送である。
毎週、パーソナリティの弁当がブログで公開される（ない週もあった）。
番組開始前の2008年3月29日・3月30日に行われた「東京国際アニメフェア2008超!ステーション」の公開生放送の席上にて、この番組の番宣を兼ねた特番が放送されていた（番組の放送は3月29日の土曜の14:00-14:45だった。再放送は4月5日の14:00-14:45）。なお、この特番で#10のゲストで登場する千花役の戸松遥が急遽飛び入りでゲストに登場する場面があった。

## 放送時間について
- 超!A&G+の2008年春の番組改編は2008年4月7日（月曜）の16:00からだが、この番組のみ2008年4月4日（金曜）の22:00 - 23:00の生放送で開始したため、初回（2008年4月4日生放送分）のリピート放送だけ、番組編成上の都合により2回目のリピート放送が最後だった。

放送時間は下記の通り。
- 2008年4月4日放送分のみ
  - 初回:4月4日金曜日22:00 - 23:00（生放送）

リピート放送は4月6日（日曜）7:00 - 8:00、4月7日（月曜）7:00 - 8:00
- 2008年4月11日放送分 - 2008年9月26日放送分
  - 初回:毎週金曜日22:00 - 23:00（生放送）

リピート放送:毎週土曜日12:00 - 13:00（4月12日 - 9月27日）、毎週日曜日21:00-22:00（4月13日 - 9月28日）、毎週月曜日11:00-12:00（4月14日 - 9月29日）

## 姉妹番組
『進ぬ!狂乱家族計画』がBEAT☆Net Radio!およびランティスウェブラジオで配信。パーソナリティーは近藤孝行・藤田圭宣・安元洋貴。名前の由来は『進め!電波少年』の後継番組『進ぬ!電波少年』。
スタジオ収録は無く、会議室だったり公園だったりと収録場所がよく変わる。放送時間も5～30分弱とまちまちである。
第22回(2008年8月29日配信)の放送で狂乱電波日記との合併の旨が発表され、最終回となった。
なお、この番組内でゲストが登場したのは第13回（2008年7月25日配信）の1回のみで井上麻里奈が出演した(但し最終回では収録途中に、藤村歩と佐藤利奈が飛び入りで参加した)。この配信分のみが唯一の30分を超える放送であった。

## ゲスト
#08,25 - 広橋涼 (乱崎雹霞 役)
#09,23 - 花澤香菜 (乱崎優歌 役)
#09,16,25 - 鈴木光裕 (文化放送アナウンサー)
#10,23 - 戸松遥 (乱崎千花 役)
#15,26 - 安元洋貴 (乱崎帝架 役)
#19,26 - 藤田圭宣（乱崎銀夏役）
#24 - 森永理科（死神三番役）
#26 - 近藤孝行（乱崎凰火役）

## 補足
- 第5回（2008年5月2日）は秋葉原UDXの特設ステージからの公開生放送で、第1回狂乱祭りの会場から放送した。ゲストは狂乱家族ファミリー（=三男・雹霞役の広橋涼、長女・千花役の戸松遥、次女・優歌役の花澤香菜に加えて、夫の凰火役の近藤孝行、長男・銀夏役の藤田圭宣、次男・帝架役の安元洋貴）全員。番組内でクラゲさんこと佐藤利奈の誕生日を祝う企画も会場の客と一緒に盛大に行われた。
- 第10回（2008年6月6日）放送分はゲストが普段放送しているスタジオにいてネコとクラゲは12階のメディアプラスホールと1階のサテライトプラスからそれぞれ生放送しており、番組冒頭では離ればなれの状態であったが、番組の最後に3人が集まり、アルプス一万尺を踊って家族の共有を深めた。
- 第9回（2008年5月30日）放送分はパーソナリティ・ゲストの3人が番組冒頭から寝ていたため3人が起きてくるまで急遽文化放送の鈴木光裕アナウンサーが番組の司会進行を務めていた。また、#16（2008年7月18日）放送分では鈴木アナを見つけ出すため、パーソナリティの2人が文化放送の社内を駆け巡っていた。
- 第20回（2008年8月15日）放送分は1階のサテライトプラスから緊急公開生放送された。
- 第22回（2008年8月29日）放送分ではネコこと藤村歩の誕生日を祝う企画が番組内で行われていた。と同時に、8月24日に行われた第2回狂乱祭りの一部始終が放送され、番組プロデューサーのナガッチョが「進め!-」と「進ぬ!-」は8月末で合流し、9月からは新生「進め!狂乱電波日記」になると発表した。
- 第23回（2008年9月5日）放送分の冒頭で構成作家が「8月1日」と間違えて台本に誤った日付が書かれてしまい、番組冒頭の挨拶直後で「ごめんなさい。」と謝罪する場面があった。
- 第24回（2008年9月12日）放送分は狂乱家族ファミリー以外の死神三番役の森永理科が生出演した。（タイムマシン（その正体は手回しカキ氷機）を使った企画を行った。
- 第25回（2008年9月19日）放送分はスタジオが鈴木光裕アナウンサー一人で進行し、パーソナリティ・ゲストはこの番組の過去の放送を振り返る旅をしていた。
- 第26回（2008年9月26日）放送分はスタジオに「進ぬ!-」の3人と一緒に生放送を行っていた。しかし、番組放送中に文化放送の守り神と呼ばれている人物が登場し重大発表を行った。ただ、番組内のある呪文で特別番組を放送する枠を獲得した。その特別番組を放送する枠の詳細については今後、番組のブログなどで詳細が明らかになり次第知らせる。なお、レギュラー放送は今回でひとまず終了となった（番組を放送する予算を全て使い果たしたためとされる）。その後の情報ですでに番組宛へレギュラー放送の時に投稿していて送っていたリスナーに対して、番組スタッフから直接「特別番組放送のお知らせメール」が届いており、放送日と放送時間は知らされた。
- さらにその後、番組ブログやA&Gのトップページの番組情報で更新されて10月19日21:00 - 23:00に緊急生放送されることが決定した。

なお、この番組は出張生放送や公開生放送の回をのぞき、文化放送の第5スタジオから毎週生放送されていた。